# História de vida - recolha de dados
A História de vida ou relato (auto) biográfico é uma técnica utilizada em investigação que recorre a uma abordagem qualitativa. Partindo da interpretação que o investigado faz da sua vivência, o investigador analisará a narrativa, entendendo-a não na sua dimensão particular, mas alargando a perspetiva apresentada a um grupo, o grupo a que o indivíduo pertence. A pesquisa com histórias de vida é um processo de construção de conhecimento a partir da relação específica entre investigador e investigado.
Esta é uma técnica da metodologia qualitativa que permite recolher dados através da análise de diferentes documentos de caráter biográfico. De um modo geral, a história de vida permite reconstruir o passado e sustentar o presente, baseando-se nesse passado, criando aberturas para novas interpretações e recriações. Do mesmo modo, a história de vida permite fazer a ligação entre o percurso individual do investigado e o seu percurso social, ou seja, perceber como este se insere e age no grupo e no mundo social de que faz parte.
"Las historias de vida forman parte del campo de la investigación cualitativa, cuyo paradigma fenomenológico sostiene que la realidad es construida socialmente mediante definiciones individuales o colectivas de una determinada situación (Taylor e Bogdan, 1984)." As narrativas de vida traduzem saberes, influências, inspirações, determinações do autor, ocorridos no tempo e espaço por ele vividos. Narrar a vida é dela se re-apropriar, refazendo os caminhos percorridos, o que é mais do que "revivê-los", (Bosi, 1987 p. 55).

## Origem
A origem da história de vida como uma técnica de recolha de dados, surgiu no âmbito da Sociologia e da Antropologia, e está associada à obra, "The polish peasant in Europe and America", constituída por cinco volumes, da autoria de dois sociólogos, Florian Znaieccki & William I. Thomas, entre 1918 e 1920. Esta obra foi um estudo sobre os emigrantes polacos e suas famílias nos EUA baseado na análise de documentos pessoais. Durante os anos 20 e 30, em Chicago, na área da sociologia, esta técnica era usada quando se tentavam compreender os processos de imigração e a razão dos problemas sociais. A investigação baseada em documentos pessoais teve lugar durante os anos 30 e 40 e voltou a ser muito usada nos anos 60.
Nos anos 70, Norman Denzin, propôs que se fizesse uma distinção entre life story e life history . A primeira refere-se à história de vida contada pelo investigado, onde o que importa é o ponto de vista de quem está a contar a história. A segunda engloba não só a história contada, mas também a análise de documentos de outras fontes, em função do objeto de estudo. A história de vida pretende, ao contrário da biografia ou autobiografia (enquanto géneros literários), que se estabeleça a relação do investigado com os contextos sociais e culturais da sua vivência pessoal.
Em Itália e em França, também nos anos 70, alguns trabalhos desenvolvidos também contribuíram para a importância da história de vida.
"Os seminários de “Romance Familiar e Trajetória Social” que atualmente se desenvolvem na Universidade de Paris VII , são exemplos concretos do aproveitamento do método de história de vida no cenário científico contemporâneo. Neste sentido, tais pesquisas se aproximam da construção identitária do indivíduo, da afirmação da identidade a partir dos relatos biográficos, e procura-se elaborar a articulação entre o social e o psicológico a partir da trajetória social individual e a inserção no romance familiar." (Silva et al, 2007, p. 31).  

## Objetivos do uso da história de vida como uma técnica de recolha de dados
Cordero (2012) recorre ao sociólogo José Ignacio Ruiz Olabuénaga para identificar os objetivos do uso da história de vida como uma técnica de recolha de dados, sendo estes os seguintes:

### Compreensão da biografia total do investigado
A história de vida permite ao investigador compreender a biografia do investigado desde a nascença, no tempo e no espaço, as suas relações familiares, as suas relações de amizade e até as suas dúvidas e inquietações pessoais.

### Compreensão do seu processo de vida
A história de vida permite ao investigador perceber as mudanças pelas quais o investigado passou ao longo da sua vida. 

### Compreensão sobre a forma como o investigado se vê a si próprio
A história de vida permite que o investigador se aperceba da forma subjetiva como o investigado se vê a si mesmo e como vê, se adapta e interpreta o mundo à sua volta. Do mesmo modo o investigado analisa o seu comportamento e interpreta os comportamento dos outros.

### Compreensão dos fenómenos históricos
A experiência pessoal do investigado permitirá ao investigador compreender os fenómenos históricos e sociais da época que a história de vida caracteriza. 

## Desenho de investigação de uma história de vida
Cornejo (2012)  baseando-se em Michel Legrand (1993) identifica quatro fases importantes quando se faz uma investigação baseada em histórias de vida. A saber:
1.Momento preparativo - Neste momento o investigador define a sua questão de investigação, o tema, o porquê, a metodologia a usar e o enquadramento teórico que estará na base da sua investigação. O investigador deverá preocupar-se em perceber se se todas estas questões poderão ser respondidas através da técnica história de vida.
2. Momento de estabelecer contactos, negociações e contratos - O investigador define o grupo de investigação e estabelece o contacto com o mesmo. Neste contacto torna-se essencial informar o investigado sobre os objetivos, o processo de trabalho,  os critérios éticos, critérios de inclusão e exclusão  e obter o consentimento para a realização da investigação  e a possibilidade de abandonar a mesma. É um momento importante para garantir a coerência e a transparência da investigação.
3. Recolha de dados das histórias de vida - Cornejo (2012) e Legrand (1993) sugerem como processo de recolha de dados das histórias de vida o recurso a entrevistas, vistas como um meio de o investigado fazer chegar a sua história ao entrevistado. Realçam a importância de respeitar as regras das entrevistas e o uso de um caderno de registo, por parte do investigador.  Nos dias de hoje, além da entrevista gravada, a recolha de histórias de vida pode ser feita através da análise de documentos pessoais escritos ou registos biográficos orais.
4. Análise dos dados obtidos - A  técnica a usar na análise dos dados obtidos deve ser escolhida de acordo com os objetivos definidos para a investigação e os resultados que se pretendem obter.

## Apresentação das histórias de vida
As histórias de vida podem ser apresentadas de diversas formas. Para Pujab (1992)  um investigador pode recorrer, na sua investigação, à técnica de recolha de dados através da:

### Análise de  documentos pessoais
Documentos pessoais englobam todos os registos escritos sobre a vida de um indivíduo desde a sua existência até à sua vida em sociedade. Podemos incluir nestes documentos escritos as biografias ou autobiografias, os diários, registos de notas (agendas / memórias), cartas ou documentos que exprimem emoções (composições literárias, poéticas, artísticas) e, na atualidade, podemos incluir, também, os portfolios e os blogues.

### Análise de registos biográficos
Os registos biográficos são normalmente registos orais. São narrações feitas pelo investigado que podem ser narrações de experiências pessoais ou histórias pessoais. Podemos também encontrar histórias digitais, mais conhecidas por Digital Storytelling, uma estratégia que alia o contar histórias pelo recurso às novas tecnologias.  
O investigador, também, pode optar por recorrer a uma história de vida completa, uma história de vida associada a um tema específico, a uma história de vida fragmentada ou a uma história de vida cruzada, através da análise de vários registos.   
A análise de registos biográficos é uma abordagem que mais do que um método de recolha e tratamento de informação, permite uma perspetiva que entende a ciência e o ser humano, reconhecendo a existência do sujeito, a sua complexidade e especificidade.   
Alguns autores enquadram-na no paradigma emergente (SOUSA SANTOS, 1987), tendo em conta quatro pressupostos epistemológicos com consequências na dimensão metodológica:
- todo o conhecimento científico-natural é também científico-social;
- todo o conhecimento é local e total;
- todo o conhecimento é autoconhecimento;
- todo o conhecimento científico visa transformar-se em senso comum.

Estes pressupostos integram e enquadram o que Ferrarroti (1988) considera ser a autonomia do método biográfico – o reconhecimento da subjetividade como conhecimento e o caráter histórico da narrativa.

### Análise de documentos oficiais
Segundo Bogdan & Biklen (1994) também se podem obter dados sobre a história de um indivíduo através da análise de documentos oficiais, que existem dentro do sistema escolar. Para estes autores documentos oficiais podem ser memorandos, minutas de encontros e reuniões, boletins informativos, documentos sobre políticas, propostas, códigos de ética, dossiers, registos dos alunos, fichas individuais dos alunos, o boletim de notas dos alunos, relatórios psicológicos, registo dos testes e da frequência de aulas, opiniões dos professores, perfis da família, declarações de filosofia e comunicados  à imprensa.   

## Conteúdos de uma história de vida
Para Pérez Serrano (2000) , segundo Conejo (2012), uma história de vida deve abranger três dimensões:
- a vida do investigado - a dimensão biológica, cultural e social;
- as mudanças do investigado - as mudanças pessoais e sociais;
- o processo de mudança e de adaptação do investigado à mudança.

## Modelos de análise de uma história de vida
Considerando a história de vida uma narrativa pessoal complexa no que à análise diz respeito, Amado (2014, pp. 253-259) identifica quatro modelos de análise possíveis:

### A análise temática
Neste tipo de análise pesquisam-se temas comuns entre as diferentes histórias de vida e o importante é "o quê". O investigador faz uma interpretação dos dados e pode depois recorrer a uma triangulação dos dados obtidos. 

### A análise estrutural
Para este tipo de análise a forma como a história de vida é contada é o mais importante. Amado (2014, p. 256) identifica as componentes da análise de uma narrativa de acordo com este tipo de análise o resumo, a orientação, a complicação da ação, a avaliação, a resolução e a coda. 
Analisar estruturalmente é apropriar-se do conhecimento do todo analisando as suas partes. Entende-se por estrutura uma ordem oculta que fornece a chave de sua compreensão.(Silva, 2012) O ser humano sustenta-se em estruturas prévias tais como o parentesco, as regras sociais, a linguagem, o inconsciente, os sistemas sociais, culturais e económicos. 

### A análise interacional
Este tipo de análise privilegia a forma de narração da história visto como um processo que se constrói entre a colaboração de quem conta e de quem ouve. Esta colaboração pressupõe que se utilize o material obtido e perceptível por trás das hesitações, das repetições, e da coconstrução do sentido, aspetos que denotam um forte “envolvimento conversacional” (Gumperz, 1982, p. 2-3; Tannen, 1989) dos entrevistados.

### A análise performativa
Na análise performativa, além da narrativa oral, valoriza-se o não verbal,  tal como, o posicionamento de quem narra, as personagens envolvidas, o contexto, o diálogo estabelecido e a audiência, integrando-se assim uma perspetiva visual.
Esta abordagem, ainda com pouca expressão, é a utilizada para os estudos de identidades, sendo “adequada para estudos de práticas comunicativas e para estudos pormenorizados de construção da identidade – como os narradores querem ser conhecidos e como envolvem a audiência no ‘fazer’ das suas identidades” (Riessman, 2008:708).